# Réserve naturelle volontaire de la Cave des Innocents
La réserve naturelle volontaire de la Cave des Innocents  (RNR 110) est une ancienne réserve naturelle volontaire française dans la région Centre-Val de Loire. Elle a été créée en 1997, sur le territoire de la commune de Perrusson, dans le département d’Indre-et-Loire. Elle occupait une superficie de 0,3 hectare et protégeait une ancienne carrière souterraine, utilisé comme gîte par plusieurs espèces de chauves-souris.

## Histoire du site et de la réserve
L'intérêt du site aboutit à un classement en RNV en 1997 pour une durée de six ans. La loi « démocratie de proximité » du 27 février 2002 transforme les RNV en réserves naturelles régionales (RNR), ce qui est le cas pour la Cave des Innocents. 
Le décret d'application no 2005-491 du 18 mai 2005 précise dans son article 6 que « le classement en RNR court jusqu'à l'échéance de l'agrément qui avait été initialement accordé à la réserve volontaire ». Le classement en RNR a donc pris fin après six ans depuis le dernier agrément, probablement au début des années 2000.

## Écologie (biodiversité, intérêt écopaysager…)
Cette réserve avait notamment pour objectif de préserver un refuge pour les chauves-souris. Le site accueille 11 espèces de chiroptères, toutes protégées :
Les espèces toujours présentes :
- Grand rhinolophe (Rhinolophus ferrumequinum)
- Petit rhinolophe (Rhinolophus hipposideros)
- Grand murin (Myotis myotis)
- Murin de Daubenton (Myotis daubentonii)
- Murin à oreilles échancrées (Myotis emarginatus)

Les espèces présentes mais en petite quantité (moins de 5 individus par comptage) :
- Murin à moustaches (Myotis mystacinus)
- Murin de Bechstein (Myotis bechsteinii)
- Oreillard roux (Plecotus auritus)
- Oreillard gris (Plecotus austriacus)

Les espèces rares, non présentes tous les ans :
- Rhinolophe euryale (Rhinolophus euryale)
- Barbastelle commune (Barbastella barbastellus)
- Murin de Natterer (Myotis nattereri)

## Administration, plan de gestion, règlement
L’administration locale et la gestion de la réserve étaient placées sous la responsabilité de 
Madame Devaulx de Chambord (château de la Cloutière, 37600 Perrusson) 

### Outils et statut juridique
Arrêté de création : 03/07/1997